# Brices Cross Roads National Battlefield Site
Le Brices Cross Roads National Battlefield Site est une aire protégée américaine située dans le comté de Lee, au Mississippi. Établi le 21 février 1929, il protège notamment le site de la bataille de Brice's Crossroads, pendant la guerre de Sécession. Inscrit au Registre national des lieux historiques depuis le 15 octobre 1966, il est géré par le National Park Service.